# جيمس هانسن (سياسي)
جيمس هانسن (بالإنجليزية: James V. Hansen)‏ (و. 1932 – 2018 م) هو سياسي، وشخصية أعمال، وسمسار عقارات، والمدير التنفيذي للاعمال أمريكي، ولد في سولت ليك سيتي، كان عضوًا في الحزب الجمهوري، توفي في يوتا، عن عمر يناهز 86 عاماً.

## مناصب
تولى منصب عضو مجلس النواب الأمريكي (3 يناير 2001–3 يناير 2003)
- عضو مجلس النواب الأمريكي (6 يناير 1999–3 يناير 2001)[3]
- عضو مجلس النواب الأمريكي (7 يناير 1997–3 يناير 1999)[3]
- عضو مجلس النواب الأمريكي (4 يناير 1995–3 يناير 1997)[3]
- عضو مجلس النواب الأمريكي (5 يناير 1993–3 يناير 1995)[3]
- عضو مجلس النواب الأمريكي (3 يناير 1991–3 يناير 1993)[3]
- عضو مجلس نواب ولاية يوتا (1973–1980)[3]
- عضو  [لغات أخرى]‏ (1960–1972)[3]
- عضو مجلس النواب الأمريكي

.

## التعليم
تعلم في جامعة يوتا، وتحصل منها على بكالوريوس العلوم (حتى 1961)، وتعلم في East High School (Utah) ‏ (حتى 1951)
.

## الخدمة العسكرية
خدم في بحرية الولايات المتحدة (1951–1955).